# Elecciones presidenciales de Francia durante la Tercera República
La elección del Presidente de Francia durante la Tercera República se realizaba de forma indirecta, siendo elegido el presidente por los miembros de la Asamblea Nacional y el Senado.
Debido a que la Tercera República era un sistema parlamentario, el presidente tenía mucho menos poderes que en la actual Quinta República, donde es elegido por sufragio universal directo. Además, desde la crisis de 16 de mayo de 1877, el presidente quedó impedido, por costumbre, de usar su derecho a disolver el parlamento. Por ello, ningún presidente uso esta atribución desde Patrice de Mac-Mahon en 1877.

## Elección presidencial de 1873
| Candidato | Candidato            | Partido                  | Primera Vuelta |
| --------- | -------------------- | ------------------------ | -------------- |
|           | Patrice de Mac-Mahon | Legitimista              | 99.74%         |
|           | Jules Grévy          | Republicano de Izquierda | 0.16%          |

## Elección presidencial de 1879
| Candidato | Candidato                                      | Partido ion              | Primera Vuelta |
| --------- | ---------------------------------------------- | ------------------------ | -------------- |
|           | Jules Grévy                                    | Republicano de Izquierda | 78.96%         |
|           | Alfred Chanzy                                  | Militar                  | 13.88%         |
|           | Leon Gambetta                                  | Republicano de Izquierda | 0.70%          |
|           | Paul de Ladmirault                             | Militar                  | 0.14%          |
|           | Enrique de Orléans                             | Orleanista               | 0.14%          |
|           | Gaston Alexandre Auguste, Marquis de Galliffet | Militar                  | 0.14%          |

## Elección presidencial de 1885
| Candidato | Candidato            | Partido                  | Primera Vuelta |
| --------- | -------------------- | ------------------------ | -------------- |
|           | Jules Grévy          | Republicano de Izquierda | 54.06%         |
|           | Henri Brisson        | Centrista                | 8.01%          |
|           | Charles de Freycinet | Republicano de Izquierda | 1.65%          |
|           |                      | Otros                    | 3.18%          |

## Elección presidencial de 1887
| Candidato | Candidato                  | Partido                  | Primera Vuelta |
| --------- | -------------------------- | ------------------------ | -------------- |
|           | Marie François Sadi Carnot | Republicano de Izquierda | 72.56%         |
|           | Félix Gustave Saussier     | Militar                  | 24.85%         |
|           |                            | Otros                    | 2.59%          |

## Elección presidencial de 1894
| Candidato | Candidato           | Partido              | Primera Vuelta |
| --------- | ------------------- | -------------------- | -------------- |
|           | Jean Casimir-Perier | Republicano moderado | 53.00%         |
|           | Henri Brisson       | Radical              | 22.91%         |
|           | Charles Dupuy       | Derecha              | 11.40%         |
|           | General Fevrier     | Militar              | 6.23%          |
|           | François Arago      | Republicano          | 3.17%          |
|           |                     | Otros                | 2.59%          |

## Elección presidencial de 1895
| Candidato | Candidato               | Partido                 | Primera Vuelta | Segunda Vuelta |
| --------- | ----------------------- | ----------------------- | -------------- | -------------- |
|           | Félix Faure             | Republicano oportunista | 30.77%         | 62.92%         |
|           | Henri Brisson           | Centrista               | 42.62%         | 41.70%         |
|           | Pierre Waldeck-Rousseau | Liberal                 | 23.20%         |                |
|           |                         | Otros                   | 2.65%          | 0.17%          |

## Elección presidencial de 1899
| Candidato | Candidato                               | Partido   | Primera Vuelta |
| --------- | --------------------------------------- | --------- | -------------- |
|           | Emile Loubet                            | Izquierda | 58.62%         |
|           | Jules Meline                            | Izquierda | 33.86%         |
|           | Jacques Marie Eugène Godefroy Cavaignac | Centrista | 2.79%          |
|           |                                         | Otros     | 3.28%          |

## Elección presidencial de 1906
| Candidato | Candidato        | Partido         | Primera Vuelta |
| --------- | ---------------- | --------------- | -------------- |
|           | Armand Fallières | Izquierda       | 52.89%         |
|           | Paul Doumer      | Partido Radical | 43.70%         |
|           |                  | Otros           | 3.30%          |

## Elección presidencial de 1913
| Candidato | Candidato        | Partido                         | Primera Vuelta |
| --------- | ---------------- | ------------------------------- | -------------- |
|           | Raymond Poincaré | Partido Republicano Democrático | 60.38%         |
|           | Jules Pam        | Partido Radical                 | 37.00%         |
|           |                  | Otros                           | 2.13%          |

## Elección presidencial de enero de 1920
| Candidato | Candidato          | Partido                         | Primera Vuelta |
| --------- | ------------------ | ------------------------------- | -------------- |
|           | Paul Deschanel     | Partido Republicano Democrático | 82.66%         |
|           | Charles Jonnart    | Partido Republicano Democrático | 7.21%          |
|           | Georges Clemenceau | Partido Radical                 | 5.97%          |
|           |                    | Otros                           | 1.51%          |

## Elección presidencial de septiembre de 1920
| Candidato | Candidato           | Partido                                     | Primera Vuelta |
| --------- | ------------------- | ------------------------------------------- | -------------- |
|           | Alexandre Millerand | Liga Nacional Republicana                   | 77.91%         |
|           | Gustave Delory      | Sección Francesa de la Internacional Obrera | 7.74%          |
|           |                     | Otros                                       | 2.47%          |

## Elección presidencial de 1924
| Candidato | Candidato          | Partido                        | Primera Vuelta |
| --------- | ------------------ | ------------------------------ | -------------- |
|           | Gaston Doumergue   | Partido Radical                | 59.88%         |
|           | Paul Painlevé      | Partido Republicano Socialista | 35.93%         |
|           | Zéphyrin Camélinat | Partido Comunista Francés      | 2.44%          |
|           |                    | Otros                          | 0.87%          |

## Elección presidencial de 1931
| Candidato | Candidato       | Partido                                     | Primera Vuelta | Segunda Vuelta |
| --------- | --------------- | ------------------------------------------- | -------------- | -------------- |
|           | Paul Doumer     | Partido Radical                             | 49.06%         | 56.44%         |
|           | Pierre Marraud  | Izquierda                                   |                | 37.40%         |
|           | Paul Painlevé   | Partido Republicano Socialista              |                | 1.46%          |
|           | Aristide Briand | Sección Francesa de la Internacional Obrera | 44.51%         | 1.34%          |
|           | Marcel Cachin   | Partido Comunista Francés                   | 1.11%          | 1.23%          |
|           | Jean Hennessy   | Federación Republicana                      | 1.66%          |                |
|           |                 | Otros                                       | 3.22%          | 1.01%          |

## Elección presidencial de 1932
| Candidato | Candidato     | Partido                        | Primera Vuelta |
| --------- | ------------- | ------------------------------ | -------------- |
|           | Albert Lebrun | Alianza Democrática            | 76.63%         |
|           | Paul Faure    | SFIO                           | 13.80%         |
|           | Paul Painlevé | Partido Republicano Socialista | 1.45%          |
|           | Marcel Cachin | Partido Comunista Francés      | 0.97%          |
|           |               | Otros                          | 1.21%          |

## Elección presidencial de 1939
| Candidato | Candidato        | Partido                                     | Primera Vuelta |
| --------- | ---------------- | ------------------------------------------- | -------------- |
|           | Albert Lebrun    | Alianza Democrática                         | 55.60%         |
|           | Albert Bedouce   | Sección Francesa de la Internacional Obrera | 16.59%         |
|           | Marcel Cachin    | Partido Comunista Francés                   | 8.13%          |
|           | Édouard Herriot  | Partido Radical                             | 5.82%          |
|           | Justin Godart    | Izquierda Democrática                       | 5.49%          |
|           | Fernand Bouisson | Partido Republicano Socialista              | 1.76%          |
|           | François Piétri  | Federación Republicana                      | 1.76%          |
|           |                  | Otros                                       | 4.84%          |

Fuente de los resultados electorales: Président de la République Les vingt-deux chefs d'État français, 1848-2002 de Jean-Paul Ollivier, Sélection du Reader's Digest, 2002.